# Armistício de Cassibile

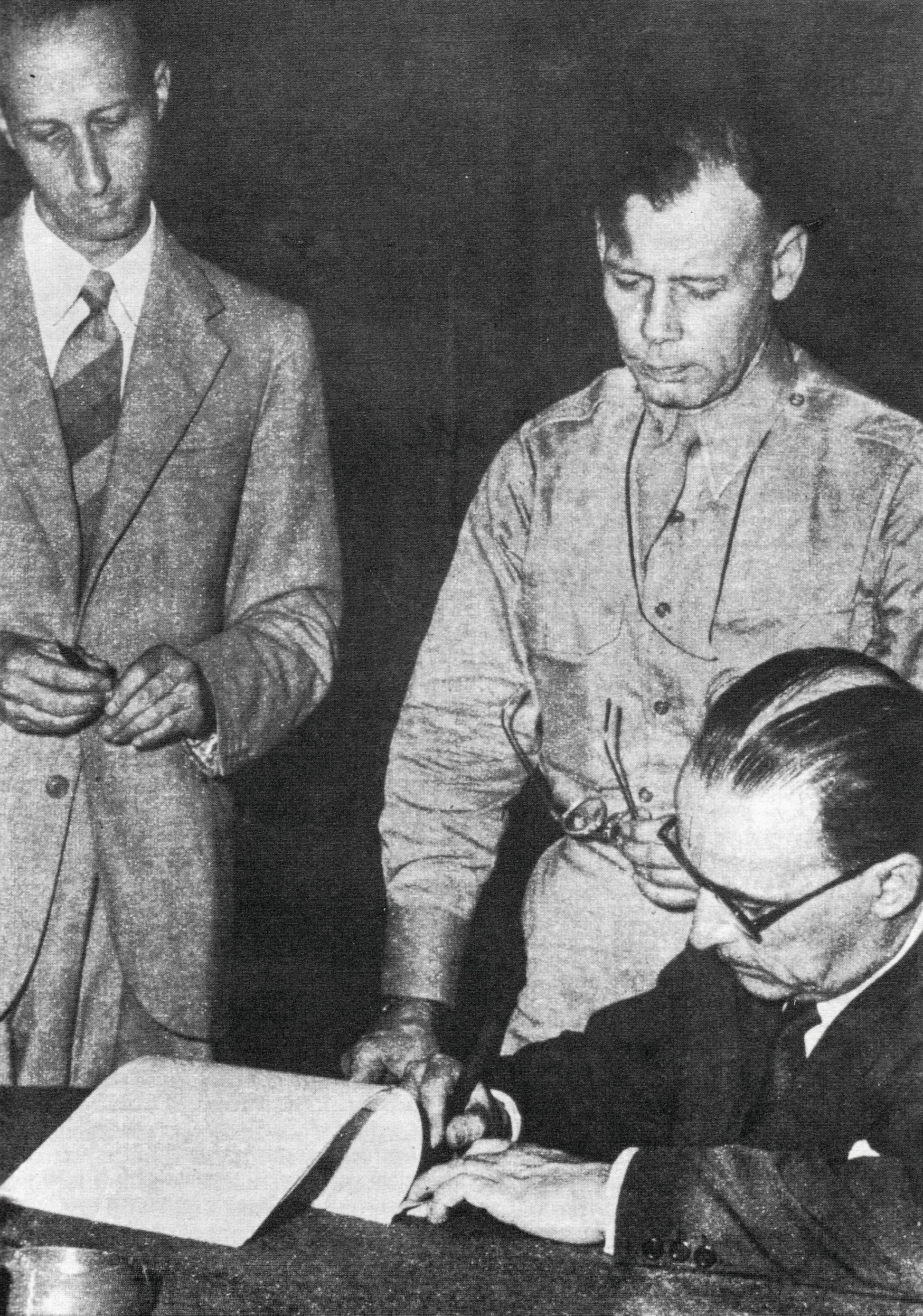
General de Brigada Giuseppe Castellano assinando o armistício ao lado de Franco Montanari e do general Walter Bedell Smith.

O armistício de Cassibile foi um acordo através do qual o Reino da Itália cessou as hostilidades com os Aliados, no âmbito da Segunda Guerra Mundial. Na realidade não foi propriamente um armistício, mas uma rendição incondicional da Itália. Foi assinado secretamente, na pequena cidade de Cassibile, perto de Siracusa, na Sicília, em 3 de setembro de 1943, e só tornado público no dia 8 de setembro, quando de fato entrou em vigor.
O ato foi anunciado em 8 de setembro, às 18h30 através da Rádio Argel, pelo general Dwight D. Eisenhower e, pouco mais de uma hora depois, às 19h42, confirmado pelo marechal Pietro Badoglio através dos microfones do Ente Italiano per le Audizioni Radiofoniche (EIAR).
O anúncio do armistício surpreendeu as forças armadas italianas, deixando quase sem orientação, tanto as tropas que se encontravam no exterior como as que estavam no interior do país. Não haveria ordens nem planos nos dias que se seguiram.

## A escolha das condições
Badoglio, que estava convencido de que poderia negociar a rendição, embora na verdade fosse um pedido de cessação das hostilidades, enviou Giuseppe Castellano como embaixador junto aos Aliados. Castellano foi instruído a especificar uma condição: intervenção aliada na península. Badoglio até decidiu perguntar aos Aliados quais eram seus planos, embora o conflito ainda estivesse em andamento.
Entre as muitas outras condições que foram pedidas aos Aliados, apenas foi aceite a de enviar 2 000 unidades paraquedistas sobre Roma para a defesa da capital, até porque em parte já estava previsto nos planos Aliados (mas viria a ser posteriormente desprezado pelos próprios comandos italianos). Em 31 de agosto, o general Castellano chegou a Termini Imerese e foi levado para Cassibile (Siracusa).
Castellano pediu aos Aliados garantias quanto à reação alemã contra a Itália à notícia da assinatura do armistício e, em particular, um desembarque aliado ao norte de Roma antes do anúncio; do lado aliado, argumentou-se que um desembarque em vigor e a ação de uma divisão de pára-quedistas na capital (outro pedido no qual Castellano insistia) seria em todo caso contemporâneo e não anterior à proclamação do armistício. À noite, Castellano voltou a Roma para relatar.
No dia seguinte, Castellano foi recebido por Badoglio; participaram do encontro o chanceler Raffaele Guariglia e os generais Vittorio Ambrosio e Giacomo Carboni. Emergiram posições não coincidentes: Guariglia e Ambrosio acreditavam que as condições aliadas deviam ser aceitas naquele momento; Em vez disso, Carboni declarou que o Corpo de Exército dependente dele, implantado para defender Roma, não poderia ter defendido a cidade dos alemães devido à falta de munição e combustível. Badoglio, que não se pronunciou durante a reunião, foi recebido à tarde pelo rei Vittorio Emanuele, que decidiu aceitar os termos do armistício.

## Eventos relacionados e divulgação
Nas primeiras horas da manhã de 3 de setembro, após um bombardeio aeronaval aliado nas costas da Calábria, iniciou-se o desembarque de soldados da 1ª Divisão canadense e unidades britânicas entre Villa San Giovanni e Reggio Calabria; foi uma grande distração focar a atenção dos alemães ao sul de Salerno, onde o desembarque principal aconteceria.
Dois americanos, o brigadeiro-general Maxwell D. Taylor e o coronel William T. Gardiner, foram secretamente enviados a Roma para verificar as reais intenções dos italianos e sua efetiva capacidade de apoio aos paraquedistas americanos. Na noite de 7 de setembro, eles encontraram o general Giacomo Carboni, encarregado das forças em defesa de Roma. Carboni manifestou a impossibilidade das forças italianas de apoiar os pára-quedistas americanos e a necessidade de adiar o anúncio do armistício. Os norte-americanos pediram para ver Badoglio, que confirmou a impossibilidade de um armistício imediato. Eisenhower, avisado dos fatos, cancelou a ação dos paraquedistas, que já haviam decolado parcialmente da Sicília, e decidiu tornar público o armistício. Às 18h30 do dia 8 de setembro, os Aliados anunciaram o armistício pelos microfones da Rádio Argel. Às 18h45, um boletim da Reuters chega a Vittorio Emanuele e Badoglio no Quirinale; o rei decidiu confirmar o anúncio dos norte-americanos.
O armistício foi tornado público às 19h45 do dia 8 de setembro pelos microfones do EIAR que interromperam as transmissões para transmitir o anúncio (gravado anteriormente) da voz de Badoglio anunciando o armistício à nação.

## Consequências imediatas do armistício
Na manhã seguinte, diante das primeiras notícias de avanço das tropas alemãs na costa do mar Tirreno, em direção a Roma, o rei, a rainha, o príncipe herdeiro, assim como o marechal Badoglio, dois ministros do Governo e alguns generais do Estado Maior fugiram de Roma, dirigindo-se para o sul do país, para não serem capturados pelos alemães. A fuga acabou em Brindisi, que se tornou por alguns meses a nova capital do Reino. A intenção inicial era transferir com o rei e seu Estado Maior das três forças armadas mas apenas poucos oficiais conseguiram chegar a Brindisi.
Assim, enquanto acontecia a debandada das forças armadas italianas, a Wehrmacht e a SS, presentes em toda a península, iniciaram a Operação Achse (segundo os planos já definidos - com base expansão dos planos da Operação Alarico - desde 25 de julho, após a destituição de Mussolini) ocupando todos os principais centros do norte e do centro da  Itália até Roma, desbaratando quase completamente o exército italiano. A parte das tropas foi feita prisioneira e enviada a campos de concentração na Alemanha, enquanto o restante das tropas debandadas tentava fazer o caminho de volta para a casa. Dentre últimos, por razões ideológicas ou por casualidade, muitos entrariam na clandestinidade ou formariam os primeiros núcleos do movimento guerrilheiro da resistência italiana.
Quase toda a península cedeu rapidamente à ocupação alemã. O exército foi desarmado, enquanto toda a estrutura do Estado se esfacelava. As forças armadas italianas conseguiram expulsar os "novos inimigos" alemães apenas em Bari, na Sardenha e na Córsega (que havia sido ocupada pela Itália). Em Nápoles, foi a população que expulsou as tropas nazifascistas, após uma batalha que durou quatro dias, no episódio que ficaria conhecido como "os quatro dias de Nápoles". Roma, no entanto, foi rapidamente conquistada pelos alemães, que facilmente dominaram as desorganizadas tropas do exército, além de muitos civis, que tentaram defender a cidade. O resultado foram cerca de 1 300 mortos.
O Regia Marina, que estava ancorado há cerca de um ano devido à escassez de combustível, teve de se render às mãos dos Aliados em Malta, conforme prescrito nas condições do armistício. Posteriormente, após a entrega, os navios principais foram internados nos Lagos Amargos enquanto os navios menores se juntaram às frotas aliadas para lutar contra o novo inimigo. Posteriormente, grande parte da frota, em cumprimento ao Tratado de Paris de 1947, foi entregue às potências vitoriosas ou demolida.
Na noite de 8 de setembro, quando o ministro da Marinha Raffaele De Courten anunciou o armistício e a ordem do rei de navegar com todos os navios para Malta nas bases de La Spezia e Taranto , havia risco de revolta entre as tripulações e em naquelas horas excitadas havia quem se propusesse a lançar-se numa última luta desesperada, quem se precipitasse. Contra- almirante Giovanni Galati, comandante do grupo de cruzadores ligeiros Luigi Cadorna, Pompeo Magno e Scipione Africanus, recusou-se a render-se e declarou que nunca entregaria os navios aos britânicos em Malta, mostrando intenção de navegar para norte, quer para procurar uma última batalha, quer para afundar os navios. O Almirante Brivonesi, seu superior. mandou-o prender, juntamente com Galati, o capitão da embarcação Baslini o Tenente Adorni, que se recusou a entregar os navios sob seu comando aos Aliados. As embarcações da Regia Marina perdidas por causa do armistício, tanto por naufrágio como por captura pelos alemães, ascenderam a 294 363 toneladas para 392 unidades já operacionais, e 505 343 toneladas para 591 unidades se somarmos as unidades em construção, este deslocamento representou 70% do deslocamento de todos os navios da Regia Marina no início da guerra, e foi claramente superior ao deslocamento de navios perdidos nos 39 meses anteriores à guerra (334 757 toneladas).